# Campeonato Argentino de Futebol de 1896
O Campeonato Argentino de Futebol de 1896, originalmente denominado Championship Cup 1896, foi o quinto torneio da Primeira Divisão do futebol argentino e o quarto organizado pela Argentine Association Football League. O certame foi disputado em dois turnos de todos contra todos, entre 10 de maio e 15 de agosto de 1896. O Lomas Academy conquistou o seu primeiro título de campeão argentino.

## Afiliações e desfiliações
| Pos  | Equipe incorporada |
| ---- | ------------------ |
| Afil | Belgrano Athletic  |

| Pos | Equipes relegadas na temporada de 1894 |
| --- | -------------------------------------- |
| Des | English High School                    |
| Des | Quilmes Rovers                         |

## Classificação final
| Pos | Equipes           | Pts | J | V | E | D | GM | GS | SG  |
| --- | ----------------- | --- | - | - | - | - | -- | -- | --- |
| 1.  | Lomas Academy     | 12  | 8 | 6 | 0 | 2 | 18 | 10 | +8  |
| 2.  | Flores Athletic   | 10  | 8 | 5 | 0 | 3 | 17 | 8  | +9  |
| 3.  | Lomas Athletic    | 9   | 8 | 4 | 1 | 3 | 16 | 11 | +5  |
| 4.  | Belgrano Athletic | 8   | 8 | 3 | 2 | 3 | 10 | 15 | -5  |
| 5.  | Retiro Athletic   | 1   | 8 | 0 | 1 | 7 | 6  | 23 | -17 |

## Premiação
| Campeonato Argentino de Futebol de 1896 |
| --------------------------------------- |
| Lomas Academy Campeão (1° título)       |

## Desfiliações e afiliações
O Lomas Academy se dissolveu e o Retiro Athletic foi desfiliado. Com a incorporação de Lanús Athletic, Belgrano Athletic "B", Palermo Athletic e Banfield para o torneio de 1897, o número de participantes aumentou para sete.

## Bibliografía
- Estévez, Diego (2010). 38 Campeones del fútbol argentino 1891-2010. [S.l.]: Ediciones Continente. ISBN 978-950-754-301-2